# Fibrilární astrocytom
Fibrilární astrocytom, řidčeji difúzní astrocytom, je pomalu rostoucí mozkový nádor vzniklý z gliových buněk, nejčastěji se vyskytující u pacientů mezi 20.–50. rokem života. Vzácně se objevuje v míše.

## Diagnóza
Difúzní astrocytom se projevuje bolestmi hlavy, epileptickým záchvatem, vzácněji částečným ochrnutím jedné poloviny těla, poruchou řeči a psychickými změnami. Užívá se CT a MRI.

## Léčba
Léčba je vzhledem k difuzní (neohraničené) povaze nádoru komplikovaná a chirurgicky nelze nádor kompletně odstranit. Ozařování nebo chemoterapie se provádí jen zřídka. Někdy přechází v maligní formu - anaplastický astrocytom.